# Хохряков, Александр Аркадьевич
Александр Аркадьевич Хохряков (3 июля 1945, Киров — 4 февраля 1998, Йошкар-Ола) — советский футболист, нападающий, полузащитник; позже — футбольный судья. Судья международной категории (с 1988).

## Биография
Окончил три курса Кировского педагогического института (1962—1965). Обучался в группе подготовки «Динамо» Киров. Играл в классе «Б» и второй лиге (1963—1967, 1970—1973) и второй группе класса «А» (1968—1969) за команды «Динамо» Киров (1963—1964, 1971) и «Спартак» Йошкар-Ола (1965—1970, 1972—1972). Ярко выраженный крайний нападающий.
Работал футбольным судьёй (1978—1992). Судья всесоюзной категории (06.02.1984), судья международной категории (1988). В чемпионате СССР в 1984—1990 годах отработал на 77 матчах в качестве главного арбитра. Главный судья в двух матчах еврокубков. Трижды входил в десятку лучших судей СССР (1984, 1986, 1987).
С середины 1970-х — председатель марийской коллегии судей. Председатель Федерации футбола Марий Эл (1988—1996). С 1993 года — вице-президент Российской ассоциации футбольных арбитров, председатель коллегии судей Поволжья.
Среди его учеников — Геннадий Ярыгин, Александр Нефёдов, Олег Поглазов. Футбольный обозреватель газет «Молодежный курьер» и «Марийская правда» (1970—1996).
Награждён почётной грамотой Президиума Верховного Совета Марийской АССР (1967). Заслуженный работник физической культуры РМЭ (1992).
Проводятся турниры памяти Хохрякова в Йошкар-Оле среди юношеских команд с 2000 года, в Приволжье среди команд судей региона с 2004 года.